# Феликс Хофман
Феликс Хофман (Лудвигсбург, 21. јануар 1868 — Лозана, 8. фебруар 1946) је био немачки хемичар познат по ре-синтисези диаморфина, који је Бајер АГ назвао "хероин". Он је такође заслужан за синтезу аспирина.

## Биографија
Феликс Хофман је рођен 21. јануара 1868. у Лудвигсбургу. Био је син индустријалца. Он је 1889. почео да студира хемију на Лудвиг- Макимилианс- Универзитету у Минхену, а завршио је фармацију 1890. Године 1893. је докторирао на Универзитету у Минхену. Он се 1894. године запослио у Бајер АГ као хемичар.
Хофман је 10. августа 1897. године синтизирао ацетилсалицилну киселину (АСП) док је радио у Бајер АГ. Фармацеут задужен за проверу резултата је био скептичан у почетку, мада је након неколико већих тестирања доказано да ова хемикалија помаже у ослобађању бола и упала и смањује температуру. Године 1899. се његова синтеза први пут појавила у продаји под називом називом Аспирин. Он се првобитно појавио као прах у стакленој боци.
Хофман је првобитно тврдио да је проналазач аспирина (а не синтисајзер) у фусноти једне немачке енциклопедије објављене 1934. године. Рекао је да је почео да прави аспирин када се његов отац жалио на горак укус натријум салицилата, јединог лека тада доступног за лечење реуматизма . Овај лек се користио у великим дозама, 6 - 8 грама, и пацијентима је изазивао велику нелагодност и иритацију желуца.
Он је такође одговоран за синтисезу хероина, али није био његов проналазач.
Након синтезе аспирина је пермештен на одељење за фармацеутски маркетинг, где је радио све до пензионисања 1928. године. Добио је пуномоћје над аспирином.
Хофман се никада није женио и умро је 8. фебруара 1946. године у Швајцарској.